# Ernst Poertgen
Ernst Poertgen (Essen, 25 gennaio 1912 – 30 ottobre 1986) è stato un calciatore tedesco, di ruolo attaccante.

## Carriera

### Club
Poertgen è cresciuto nelle giovanili dell'Altenessen. Dal 1930 al 1933 ha giocato nel SW Essen; proprio nel 1933 ha militato brevemente nel Norimberga, per poi passare allo Schalke 04. Con la maglia dello Schalke ha vinto il titolo di capocannoniere del Gauliga 1934-1935.
Ha proseguito l'attività nel Bonner e nel Wacker Monaco durante gli anni della seconda guerra mondiale. Nel 1942 venne fatto prigioniero dall'esercito statunitense e venne recluso a Fort Carson. Fece ritorno in patria al termine del conflitto bellico chiuse la propria carriera agonistica nel 1952 ancora nel Bonner.

### Nazionale
Poertgen ha vestito la maglia della Germania in tre occasioni dal 1935 al 1937; è riuscito a mettere a segno 5 reti, frutto anche di una tripletta contro il Lussemburgo. Ha siglato le altre due reti contro la Bulgaria e ancora contro il Lussemburgo.

## Palmarès
Campionato tedesco: 3 
Schalke 04: 1933-1934, 1934-1935, 1936-1937
 Coppa di Germania:  
Schalke 04: 1937

## Statistiche

### Cronologia presenze e reti in Nazionale
| Cronologia completa delle presenze e delle reti in nazionale ― Germania | Cronologia completa delle presenze e delle reti in nazionale ― Germania | Cronologia completa delle presenze e delle reti in nazionale ― Germania | Cronologia completa delle presenze e delle reti in nazionale ― Germania | Cronologia completa delle presenze e delle reti in nazionale ― Germania | Cronologia completa delle presenze e delle reti in nazionale ― Germania | Cronologia completa delle presenze e delle reti in nazionale ― Germania | Cronologia completa delle presenze e delle reti in nazionale ― Germania |
| Data                                                                    | Città                                                                   | In casa                                                                 | Risultato                                                               | Ospiti                                                                  | Competizione                                                            | Reti                                                                    | Note                                                                    |
| ----------------------------------------------------------------------- | ----------------------------------------------------------------------- | ----------------------------------------------------------------------- | ----------------------------------------------------------------------- | ----------------------------------------------------------------------- | ----------------------------------------------------------------------- | ----------------------------------------------------------------------- | ----------------------------------------------------------------------- |
| 20-10-1935                                                              | Lipsia                                                                  | Germania                                                                | 4 – 2                                                                   | Bulgaria                                                                | Amichevole                                                              | 1                                                                       |                                                                         |
| 27-09-1936                                                              | Krefeld                                                                 | Germania                                                                | 7 – 2                                                                   | Lussemburgo                                                             | Amichevole                                                              | 3                                                                       |                                                                         |
| 21-03-1937                                                              | Lussemburgo                                                             | Lussemburgo                                                             | 2 – 3                                                                   | Germania                                                                | Amichevole                                                              | 1                                                                       |                                                                         |
| Totale                                                                  |                                                                         | Presenze                                                                | 3                                                                       |                                                                         | Reti                                                                    | 5                                                                       |                                                                         |